# Franklin J. Schaffner
Franklin James Schaffner (30. maj 1920 i Tokyo, Japan – 2. juli 1989 i Santa Monica, Californien, USA) var en amerikansk filminstruktør.
Han fik debut i 1963, og gjorde sig bemærket med det politiske drama The Best Man (Den bedste mand, 1964) og den underholdende science fiction-film Planet of the Apes (Abernes planet, 1968). Med Patton (Pansergeneralen Patton, 1970; Oscar-pris), et portræt af den kontroversielle amerikanske general, opnåede han en stor biografsucces. Andre succeser blev også Papillon (1973) efter Henri Charrières bøger og The Boys from Brazil (Drengene fra Brasilien, 1978) efter Ira Levins bestseller.